# Annona cordifolia
Annona cordifolia là loài thực vật có hoa thuộc họ Na. Loài này được (Szyszyl.) Poepp. ex Maas & Westra mô tả khoa học đầu tiên năm 1992.